# 五菱征程
五菱征程是中國汽車集團上汽通用五菱旗下品牌五菱汽車生產的一款多功能休旅車。

## 簡介

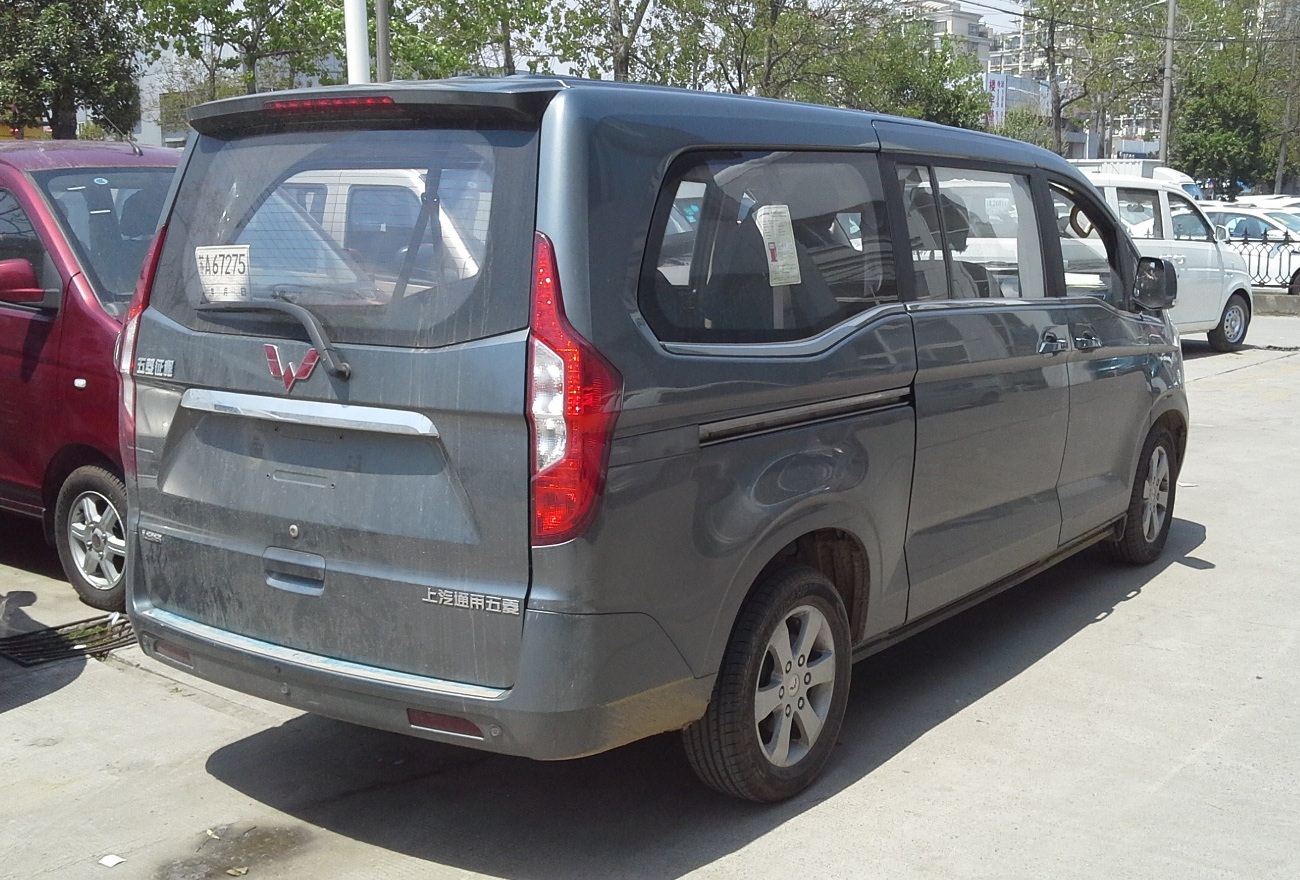
後視圖

五菱征程於2015年起在中國市場上正式發售，是五菱有史以來體積最大的車輛，而且更配有九座位，主要定位在計程車及麵包車市場。 
該車有兩種引擎配置可選，分別是1.5升及1.8升的汽油引擎，油耗約8.4升及8.8升每100公里。

## 來源
1. ↑  .   [2020-04-06]. （原始内容存档于2018-05-26）.
2. ↑  .   [2020-04-06]. （原始内容存档于2019-04-10）.